# Isoperla mongolica
Isoperla mongolica is een steenvlieg uit de familie Perlodidae. De wetenschappelijke naam van de soort is voor het eerst geldig gepubliceerd in 1972 door Zhiltzova.